# Johannes Wülfing (Politiker, 1683)

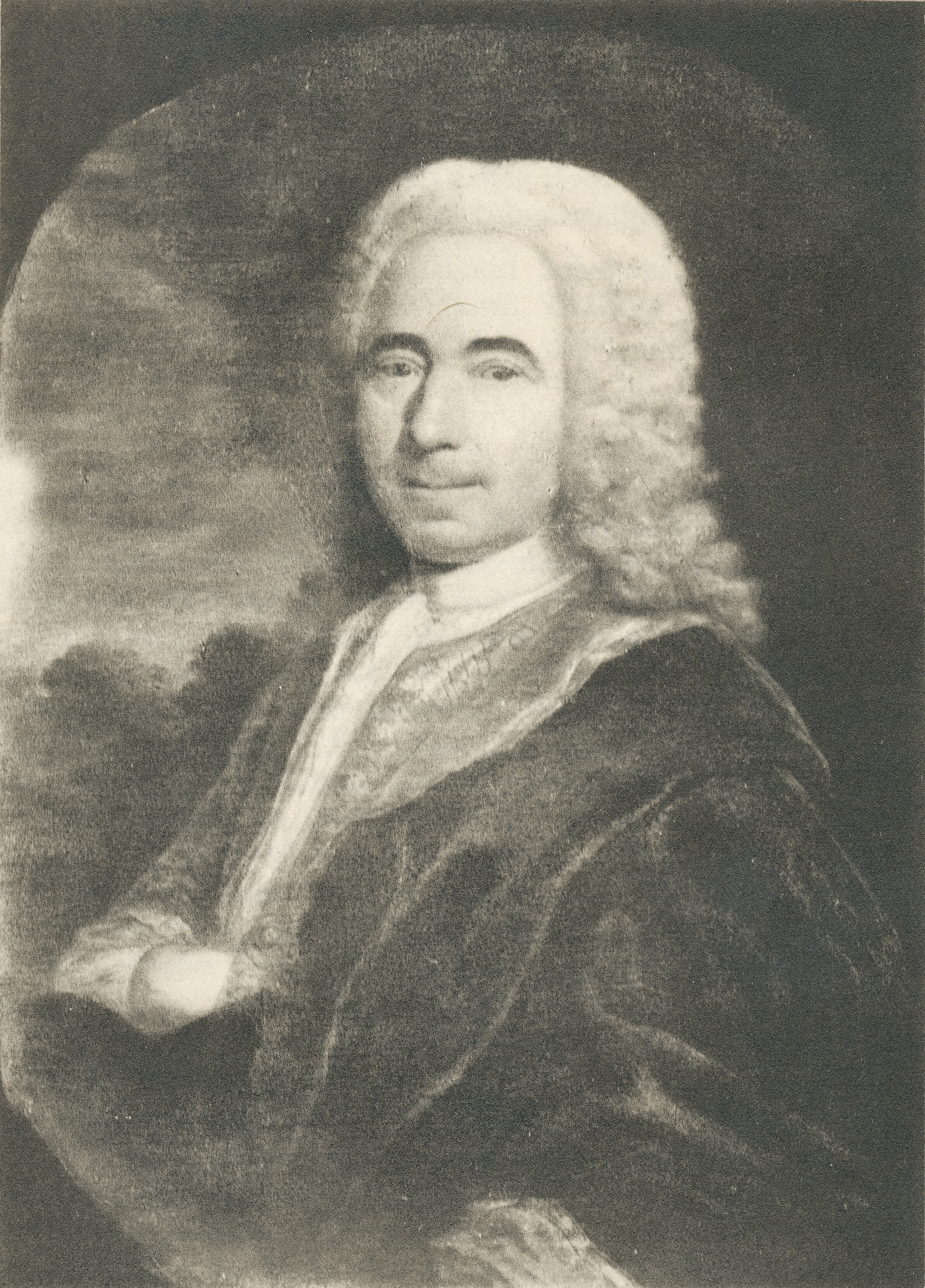
Johannes Wülfing (1683–1763)

Johannes Wülfing (* 25. Dezember 1683 in Elberfeld; † 1763 ebenda) war ein deutscher Politiker und Bürgermeister von Elberfeld.
Wülfing wurde als Sohn von Johannes Wülfing dem Älteren (1649–1723) und Gertrud Hüls (1662–1735) als zweites von elf Kindern geboren. Am 2. Januar 1684 wurde er getauft. Wülfing der Jüngere wurde Kaufmann auf dem Hofkampf. Nachdem er 1718 erstmals zum Bürgermeister vorgeschlagen worden war, wurde er im Jahr darauf gewählt. Nach seiner einjährigen Amtszeit war er 1720 Stadtrichter. In den Jahren 1722 bis 1725, 1731–1736 und wiederum 1739 war er Ratsmitglied von Elberfeld.
Wülfing heiratete am 15. August 1711 Anna Katharina Schlösser (1685–1743), Tochter von Johannes Schlösser, dem Bürgermeister von 1685 und 1706. Das Paar hatte neun Kinder, die allesamt als Kleinkinder starben. Durch seine Frau erwarb Wülfing Ansprüche an das Rittergut Varresbeck, das er 1742 kaufte, indem er die Miterben seiner Frau auszahlte. In seinem Haus auf dem Hofkamp beherbergte er 1747 den Kurfürsten Karl Theodor und 1762 den Erbprinzen Ferdinand von Braunschweig-Wolfenbüttel. Da Wülfings Kinder allesamt sehr früh starben, wurde sein Bruder Anton Wülfing Erbe des ganzen Vermögens. Johannes Wülfing verstarb 1763, er wurde am 3. Oktober beerdigt.